# Sophie Louise van Mecklenburg-Schwerin
Sophie Louise van Mecklenburg-Schwerin (Grabow, 6 mei 1685 — Schwerin, 29 juli 1735) was van 1708 tot 1713 koningin van Pruisen. Ze behoorde tot het huis Mecklenburg.

## Levensloop
Sophie Louise was de enige dochter van Frederik van Mecklenburg-Schwerin, prins van Grabow, en Christina Wilhelmina van Hessen-Homburg, dochter van hertog Willem Christoffel van Hessen-Homburg-Bingenheim. Na de vroege dood van haar vader in 1688 groeide ze op aan het hof van haar oudere broer, hertog Frederik Willem van Mecklenburg-Schwerin. Ze kreeg lessen Frans en muziek, maar ze genoot een weinig bijzondere opleiding. Ook kreeg ze een zeer strenge lutherse opvoeding, waardoor ze een verlegen en ernstig karakter had.
In 1705 overleed de tweede echtgenote van koning Frederik I van Pruisen (1657-1713), Sophie Charlotte van Hannover. Het hof en de invloedrijke eerste minister, graaf Johann Kasimir Kolb von Wartenberg, overtuigden de koning om te hertrouwen, om op die manier de troonopvolging te verzekeren. Frederiks enige zoon Frederik Willem had immers nog geen nakomelingen. Uiteindelijk werd de 23-jarige Sophie Louise als geschikte huwelijkskandidaat bevonden. Op 28 november 1708 huwden ze in het Berliner Stadtschloss. Het huwelijk bleef echter kinderloos, waardoor het feitelijke doel van het huwelijk onvervuld bleef. Als gevolg werd Sophie Louise geconfronteerd met haat, laster en intriges en werd geroddeld dat ze lichamelijk noch geestelijk volwassen geworden was. Vooral Katharina Kolb von Watenberg, de echtgenote van de eerste minister, maakte haar het leven moeilijk.
Niet opgewassen tegen de intriges, trok Sophie Louise zich grotendeels terug uit het hofleven om haar zieke echtgenoot te verzorgen. Ze kon Frederik overtuigen om zich tot het lutheranisme te bekeren. Ook begeleidde ze hem 's avonds naar het tabakscollege, waar ze soms zijn pijp aanreikte. 
Onder invloed van haar huisleraar August Hermann Francke evolueerde haar religieuze ijver in een bezeten piëtisme. Sophie Louise verviel in depressies en geestelijke verwarring en kon daardoor niet meer deelnemen aan het hofleven. Ze maakte ruzies met haar echtgenoot over het "ware geloof" en werd uiteindelijk krankzinnig. Nadat ze op een nacht volledig verward de slaapkamer van haar echtgenoot binnenstormde, liet Frederik haar, enkele weken voor zijn dood, in januari 1713 overbrengen naar Schönwalde-Glien. Zijn zoon Frederik Willem I liet de zieke vrouw terugkeren naar haar familie in Mecklenburg. Eerst leefde ze op het Slot van Grabow, daarna korte tijd in Neustadt-Glewe en uiteindelijk in het Paleis van Schwerin, waar ze in juli 1735 op 50-jarige leeftijd overleed. Ze werd bijgezet in de Sint-Nicolaaskerk van Schwerin.